# Tommaso Aversa
Tommaso Aversa (Mistretta, 1623 – Palermo, 3 aprile 1663) è stato un poeta e drammaturgo italiano.

## Biografia
Discepolo di Ortensio Scammacca, coltivò lo studio dei classici. Discreto traduttore di Virgilio, lo si ricorda soprattutto per alcune commedie in cui mise alla berlina debolezze e difetti della Palermo dell'epoca.
Aversa, che compose anche commedie in italiano e drammi sacri manifestando un'influenza del teatro gesuitico, è noto per essere l'autore della commedia in lingua siciliana La notti di Palermu (1638): l'opera, considerata fra le opere più importanti del teatro regionale secentesco, è il più antico testo conservato del teatro dialettale siciliano. Pochi anni prima di morire, fra il 1654 e il 1660, tradusse anche in siciliano l'Eneide di Virgilio, volgendola in ottave e pubblicandola in tre volumi.
Fece parte dell'Accademia dei Riaccesi col nome di Arido nonché delle due accademie romane degli Umoristi e degli Anfistili col nome di Esaltato. Fu al servizio del viceré Moncada duca di Montalto e di don Diego d'Aragona che seguì a Vienna, Madrid e Roma e negli stessi anni pubblicò la traduzione siciliana dell'Eneide. Dopo la morte della moglie vestì l'abito talare; morì a Palermo nel 1663, stroncato da un colpo apoplettico.